# نظریه حاشیه‌ای
نظریه حاشیه‌ای (انگلیسی: Fringe theory) ایده یا دیدگاهی است که متفاوت با دانشِ پذیرفته‌شده در آن زمان در زمینه‌های مربوط به آن متفاوت است. نظریه‌های حاشیه‌ای شامل الگوها و پیشنهادهای علوم حاشیه‌ای، و همچنین ایده‌های مشابه در دیگر زمینه‌های تحصیلی، مانند علوم انسانی است. اصطلاح نظریهٔ حاشیه‌ای غالباً به معنای عامیانه‌تری به عنوان یک واژهٔ تحقیرآمیز و تقریباً مترادف با شبه دانش استفاده می‌شود. به دلیل مشکل مرزبندی، ساختن تعریف‌های دقیقی که بین دیدگاه‌های رایج، نظریه‌های حاشیه‌ای و شبه دانش تمایز قائل شود، دشوار است. مسائل مربوط به تعادل کاذب یا معادل سازی کاذب زمانی رخ می‌دهد که نظریه‌های حاشیه‌ای برابر با نظریه‌های مورد قبول عموم ارائه شوند.

## تعریف‌ها
نظریه‌های حاشیه‌ای ایده‌هایی هستند که به‌طور قابل ملاحظه‌ای از نظریهٔ رایج یا جریان اصلی فاصله می‌گیرند. نظریه حاشیه‌ای نه نظر اکثریت است و نه اقلیت درخور توجه.به‌طور کلی، اصطلاح نظریه حاشیه‌ای به مفهوم رایج کلمه نظریه - فرضیه یا حدس یا ایدهٔ نامعلوم - بیشتر از مفهوم یک نظریه علمی تثبیت شده نزدیک است. اگرچه غالباً در زمینهٔ علوم حاشیه‌ای مورد استفاده قرار می‌گیرد، اما نظریه‌های حاشیه‌ای در زمینه‌های علمی مانند نقد کتاب مقدس ،  تاریخ، امور مالی ،  حقوق ،  پزشکی ،  مورد بحث قرار گرفته‌است.]  و سیاست.  آنها حتی در زمینه‌های مطالعاتی وجود دارند که خود خارج از جریان اصلی هستند، مانند رمز نگاری  و پاراپسیکولوژی.